# Свято-Георгиевский собор (Владикавказ)

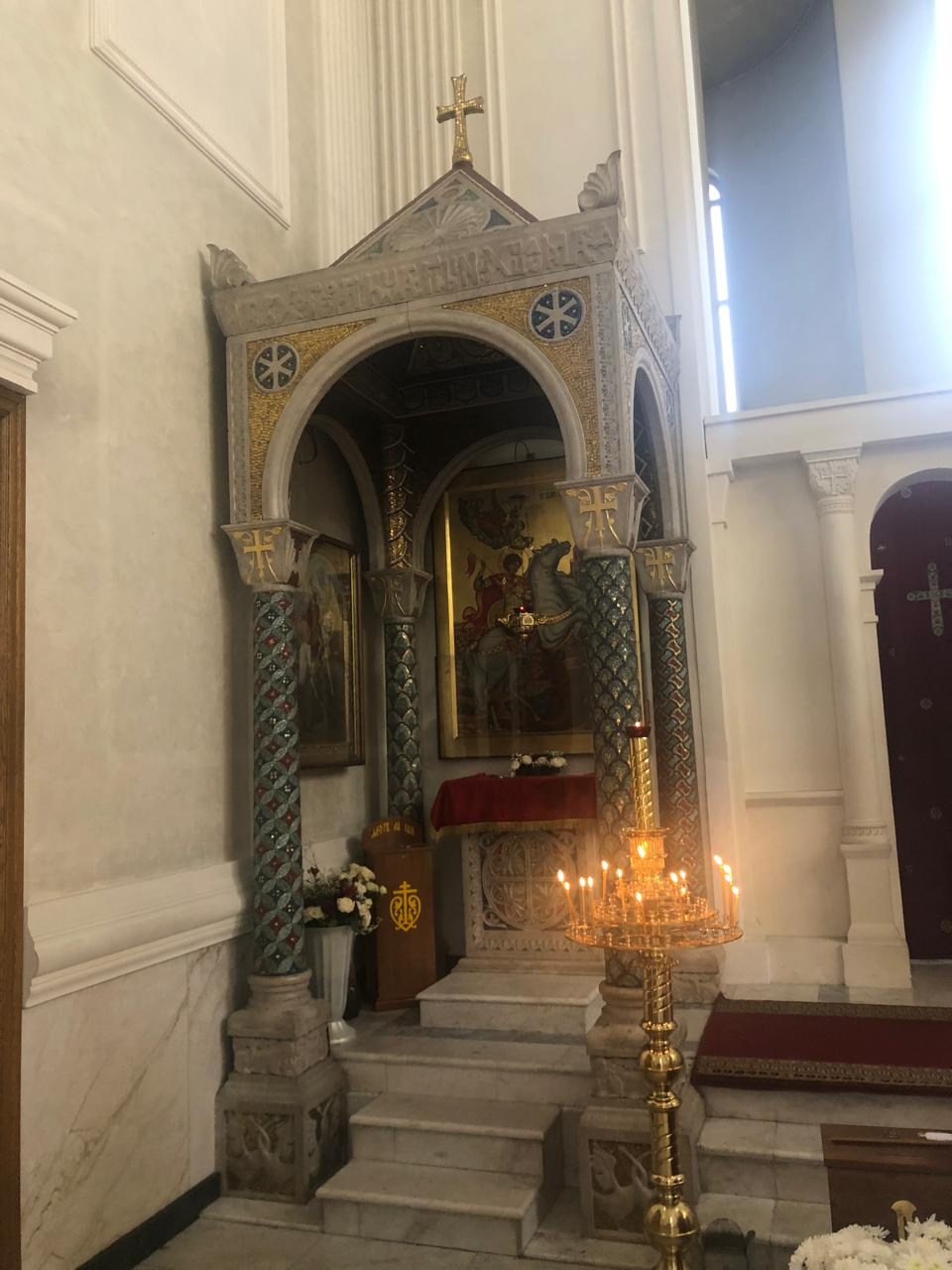
Сень над ковчегом с мощами великомученика Георгия

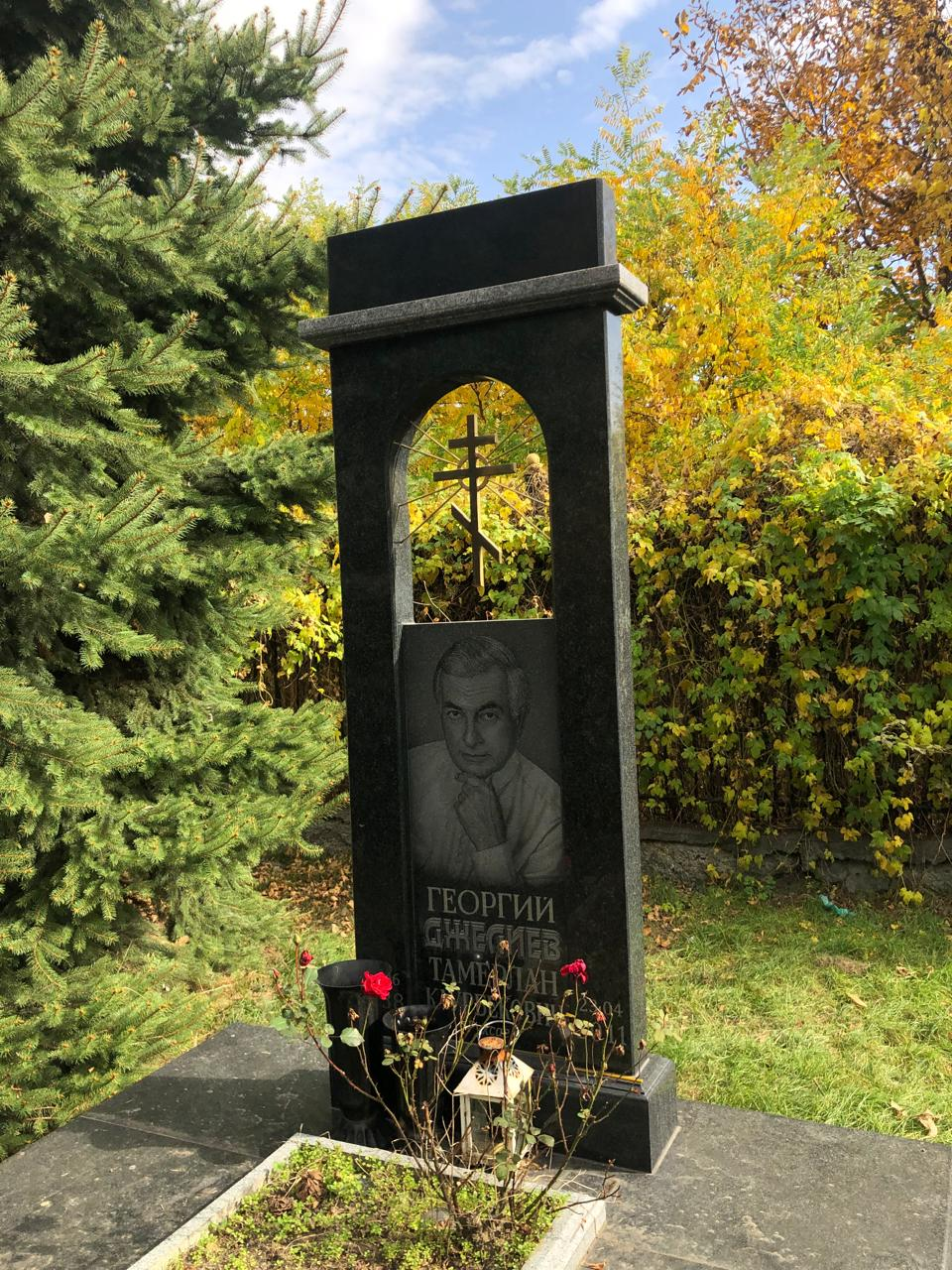
Могила главного организатора строительства собора Тамерлана (Георгия) Джелиева в ограде Георгиевского собора

Собор Великомученика Георгия Победоносца (Георгиевский собор, осет. Сыгъдæг Геуæргийы кафедралон аргъуан, старая осет. орфография Сыҕдӕг Геўӕргијѵ кафедралон ӕмбѵрдон арҕўан) — православный храм во Владикавказе, кафедральный собор Владикавказской епархии Русской православной церкви.

## История
Идея возведения кафедрального собора принадлежит митрополиту Ставропольскому и Владикавказскому Гедеону (Докукину). Решением Владикавказского горсовета 30 августа 1991 года был передан в бессрочное пользование земельный участок  для строительства собора во имя Святого великомученика Георгия Победоносца. Строительство собора на территории бывшего кладбища, расположенного между улицами Барбашова и Таутиева, началось 18 октября 1996 года. Митрополит Гедеон совершил закладку камня в основание строившегося храма.

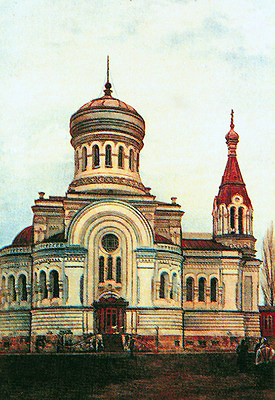
Kафедральный собор Архистратига Михаила в начале XX века

За основу архитектурно-планировочного решения взят кафедральный собор Архангела Михаила, существовавший во Владикавказе в начале XX века. Основные работы по возведению храма выполнены к 2003 году.
Особую роль в успешном окончании работ сыграл генеральный директор фонда строительства собора Тамерлан Джелиев. Его труды указом президента Российской Федерации от 28.12.2000 года были отмечены орденом Дружбы. Похоронен в ограде собора.
В октябре 2010 года папа и патриарх Александрийский и всей Африки Феодор II передал в дар Георгиевскому собору частицу мощей святого покровителя храма — Георгия Победоносца. Святыню из Каира во Владикавказ доставили глава Северной Осетии и архиепископ Владикавказский. Тысячи верующих приняли участие в торжественном богослужении, посвящённом этому событию. Духовенство епархии на вертолёте с ковчегом на борту облетело территорию Республики Северная Осетия-Алания для её освящения мощами небесного покровителя.
Реликвия постоянно доступна для поклонения в соборе.
В храме находится икона с частицей мощей святого праведного воина Феодора Ушакова.
Богослужение совершается на церковнославянском и осетинском языках.
15 апреля 2017 года в Георгиевский собор был доставлен из храма Гроба Господня в Иерусалиме благодатный огонь.
13 ноября 2022 года патриарх Московский и всея Руси Кирилл, прибывший в Северную Осетию в рамках федеральных торжеств — 1100-летия Крещения Алании, совершил великое освящение Георгиевского собора.
С конца 2000-х годов в сквере возле собора ежегодно проходят праздничные гуляния в период Пасхи и  Рождества Христова.
- На территории собора находится православная гимназия имени Аксо Колиева.

## Клир
- Настоятель — архиепископ Владикавказский и Аланский Герасим (Шевцов)
- иерей Георгий Дзеранов-ключарь
- иерей Даниил Булатников
- иерей Георгий Кудзагов,
- диакон Николай Селегеенко,
- диакон Петр Евстафьев,
- диакон Валерий Бобылев